# Tomahawk (zespół muzyczny)
Tomahawk – amerykańska grupa muzyczna wykonująca awangardowy rock. Powstała 2000 roku w Los Angeles w stanie Kalifornia w USA z inicjatywy wokalisty Mike'a Pattona, znanego z występów w takich grupach jak Faith No More czy Fantômas.

## Dyskografia
| 2001                           | Tomahawk - Data: 30 października 2001 - Wydawca: Ipecac Recordings | —   | 37 | —  | —  | —  |
| 2003                           | Mit Gas - Data: 6 maja 2003 - Wydawca: Ipecac Recordings           | —   | 28 | 17 | 98 | —  |
| 2007                           | Anonymous - Data: 19 czerwca 2007 - Wydawca: Ipecac Recordings     | 158 | 32 | 31 | —  | —  |
| 2013                           | OddfellowS - Data: 29 stycznia 2013 - Wydawca: Ipecac Recordings   | 69  | 37 | —  | —  | 26 |
| „–” pozycja nie była notowana. |                                                                    |     |    |    |    |    |